# Preç Zogaj
Preç Zogaj, né le 5 décembre 1957 à Lezha au nord de l'Albanie, est un écrivain et un poète de langue albanaise. Il vit à Tirana en Albanie.

## Biographie
En 1983, il termine des études de littérature à l'Université de Tirana. Il devient responsable de la rubrique culturelle dans le journal Zëri i Rinisë (La voix de la jeunesse), puis directeur de publication aux éditions Naïm Frashëri. Début 1991, il fonde le premier journal d'opposition Rilindja demokratike (Renaissance démocratique), et ensuite Aleanca (L'Alliance) organe d'un nouveau parti, l'Alliance démocratique.
Preç Zogaj fait partie de la génération d'écrivains albanais apparue dans les années 1980 et 90 – Besnik Mustafaj, Bashkim Shehu, Mimoza Ahmeti...
Sa notoriété est autant littéraire que politique.

## Œuvres
- Emrat tuaj, Tirana, 1985
- E pakryer, Tirana, 1987
- A thua do të vish duke qeshur, Tirana, 1988
- Qielli i gjithkujt (Le ciel de tout le monde), Tirana, 1990
- Këmbësor në qiell (Un marcheur dans le ciel), Tirana, 1994
- Kalimi (Le passage), Tirana, 1999
- Pas Erës së Re (Après le nouveau souffle) Poésie, Tirana, Ora Botime, 2004  (ISBN 99927-977-7-0)
- Ngjarje në tokë (Événement sur terre) Poésie, Tirana, Tirana Times, 2011  (ISBN 978-9928-4038-5-8)

## Œuvres traduites en français
- Terre sans continent[1]  (Tokë pa Kontinent) Poésie, choix et traduction d'Elisabeth Chabuel, Paris, L'Esprit des Péninsules, 1995  (ISBN 2-910435-05-9)
- La chute récit in : Les Belles Étrangères. 13 écrivains d'Albanie, ministère de la Culture et de la Communication, Centre national du livre, Paris, 1998

## Citation
« Le passé tremble comme une plaine minée ».